# Frank Costello
Frank Costello (ur. 26 stycznia 1891, zm. 18 lutego 1973) – nowojorski gangster.

## Wczesne lata
Costello urodził się jako Francesco Castiglia w Lauropoli w Kalabrii w południowych Włoszech w 1891. Mając 9 lat, wraz z matką i bratem wyemigrował do Stanów Zjednoczonych, gdzie mieli dołączyć do ojca Castigli, który znalazł się tam 7 lat wcześniej. Starszy brat Francesca – Eddie wprowadził go do środowiska przestępczego. W wieku 13 lat Francesco został członkiem lokalnego gangu i zaczął używać imienia Frank. Castiglia odbywał karę więzienia za napaść i rabunek w 1908 i 1912. W wieku 24 lat dostał pierwszy poważny wyrok – 10 miesięcy więzienia za ukrywanie i posiadanie nielegalnej broni. Krótko przed trafieniem do więzienia Castiglia ożenił się z żydowską dziewczyną Laurettą Giegerman, która była siostrą jego bliskiego przyjaciela.

## Kariera
Po wyjściu z więzienia w 1916 roku Frank Castiglia zaczął pracować dla Ciro Terranovy, wpływowego mafiosa ze Wschodniego Harlemu. Frank został członkiem gangu kontrolującego hazard, wymuszenia, napady i narkotyki na Manhattanie i Bronksie.
W czasie pracy dla Terranovy Castiglia poznał i zaprzyjaźnił się z Salvatorem Lucania, znanym później jako Charles „Lucky” Luciano, sycylijskim liderem gangu Manhattan’s Lower East Side. Razem z innymi Włochami Vito Genovese i Gaetano Lucchese oraz z żydowskimi wspólnikami Meyerem Lanskim i Benjaminem „Bugsy” Siegelem, gang przeprowadzał rozboje, kradzieże i wymuszenia oraz kontrolował hazard i handel narkotykami. Przymierze Lucania-Castiglia-Lansky zaczęło prosperować, a w czasie wprowadzenia prohibicji na alkohol w 1919 roku, gdy zajęli się nielegalną sprzedażą alkoholu. Ich sukcesem zainteresowali się prominentni żydowscy i irlandzcy bossowie nowojorskiego podziemia. W 1924 roku Castiglia i jego włoscy towarzysze zaczęli pracować dla jednej z największych irlandzkich rodzin mafijnych w Nowym Jorku. Ten krok skłonił Castiglię do zmiany nazwiska na bardziej irlandzko brzmiące – Costello.
Po uwięzieniu jednego z bossów mafii Costello próbował sam zostać bossem. Nie udało mu się to ponieważ Irlandczycy uważali, że to oni powinni kierować swoimi interesami. Przez napięcia wybuchła mafijna wojna, którą Costello przegrał.
W 1927 roku Costello, Luciano i były chicagowski gangster Johnny Torrio organizowali duże dostawy alkoholu z Kanady i Europy na wschodnie wybrzeże Stanów Zjednoczonych. Minimalizowali koszty produkcji i dzięki temu uzyskiwali wysokie profity, co dawało im przewagę nad innymi gangsterami trudniącymi się tym procederem.

## Wojna Castellammarese
W 1928 roku Costello i Luciano byli uważani za dwóch młodych i ambitnych gangsterów, jednak wojna pomiędzy ich włoskimi wspólnikami odsunęła ich na jakiś czas na boczne tory. Bezpośredni szef Costello Giuseppe „Joe Boss” Masseria zaczął wchodzić w konflikt z Salvatore Maranzano, który wcześniej przyjechał z Sycylii z miejscowości Castellammare del Golfo (stąd później nazwa wojny). Masseria prawie zdołał zdobyć tytuł Szefa wszystkich szefów (cappo di tutti capi) i na jego przeszkodzie stał tylko Maranzano, z którym musiał się liczyć. Doszło do wojny między Maranzano a Masserią, którego wspólnikami byli Costello, Luciano i Genovese. Wojna o dominację między nimi trwała w latach 1929–1931.
Z upływem czasu, gdy śmierć zbierała żniwo po obu stronach konfliktu, Lucky Luciano zauważył, że przeciągająca się wojna nie służy mafijnym interesom, postanowił nawiązać kontakty z młodymi gangsterami pracującymi dla Masserii i Maranzano, którzy po cichu nie zgadzali się na ich sposób prowadzenia interesów. Razem z kilkoma wspólnikami m.in. Meyerem Lansky’m i Bugsy Siegelem Luciano postanowił uderzyć na Joe Masserię (dla którego notabene pracował – uważał, że lepiej uderzyć na wspólnika niż na wroga). Wyrok na Giuseppe „Joe Boss” Masserii wykonano 15 kwietnia 1931. Po tym zabójstwie Salvatore Maranzano ogłosił się „Bossem nad bossami”, jednak nie cieszył się zbyt długo z tytułu – zginął zastrzelony w swoim nowojorskim biurze 10 września 1931 roku. Śmierć obu bossów zakończyła wojnę Castellammarese, stara sycylijska mafia musiała ustąpić miejsca, nowej amerykańskiej mafii (syndykat wieloetnicznych gangów z dominacją Włochów i Żydów), co było efektem działań dwóch czołowych gangsterów tamtych czasów – Lucky Luciano i Meyera Lansky’ego.

## Lata jako consigliere
Po zabiciu prominentnych bossów Salvatore Luciano założył własną rodzinę mafijną Luciano, której capo został Costello. Frank szybko zdobył sławę człowieka przynoszącego najwyższe zyski rodzinie i prowadził swoje własne interesy w zakresie hazardu między innymi, instalując 25 000 maszyn do gier w całym Nowym Jorku. Mimo że burmistrz tego miasta skonfiskował tysiące jego maszyn i zatopił je w rzece, Costello dostał propozycje od gubernatora Luizjany na umieszczenie tam swoich maszyn i zyskiwanie na nich 10%. W 1936 roku Luciano został skazany na karę więzienia za prowadzenie licznych domów publicznych i osadzony w znacznej odległości od Nowego Jorku. Mimo że próbował rządzić swoim imperium z więzienia, szybko zdał sobie sprawę, że jest to niemożliwe i wyznaczył na swojego następcę Vita Genovese. Genovese został rok później skazany za morderstwo i musiał uciekać do Neapolu. Wtedy Luciano wyznaczył Costello na bossa rodziny.

## Boss
Costello zdobywał duży majątek, nie musząc odcinać grubych prowizji dla siebie od swoich podwładnych. Zaczął wtedy już inwestować w legalne interesy takie jak giełda i budownictwo. Z czasem zaczął rozszerzać rodzinny interes na kasyna w Las Vegas i na Kubie.
W 1946 roku na Sycylii został złapany i deportowany do Stanów Vito Genovese, który miał stanąć przed sądem za morderstwo dokonane w roku 1937. Po wygraniu sprawy o morderstwo Vito Genovese powrócił do rodziny. Jednak został on tylko capo, a nie bossem rodziny. Zaczął więc zyskiwać zwolenników wśród swoich „żołnierzy”, zwłaszcza tych, którzy trudnili się brudnymi interesami takim jak kradzieże i włamania. Costello natomiast miał ogromne poparcie wśród ludzi, którzy trudnili się legalnymi interesami takimi jak hazard.
W latach 1950–1951 Costello zeznawał przed komisją Kefauvera razem z 600 innymi bossami, bukmacherami, alfonsami itp. Zeznania były transmitowane przez telewizję i wtedy to pierwszy raz mafia zaczęła się pojawiać w popularnej kulturze. W latach 1951–1957 dwukrotnie odsiadywał karę więzienia za niestawianie się przed komisją i niepłacenie podatków. W końcu w roku 1957 został zwolniony warunkowo.

## Próba zamachu
Vito Genovese w końcu podjął kroki, aby zlikwidować Costello i przejąć rodzinę Luciano. Tę próbę ułatwiła mu deportacja stronnika Costello – Joe Adonisa. 2 maja 1957 roku, krótko po tym jak Costello został wypuszczony z więzienia i wychodził z holu swego budynku na Manhattanie, został on postrzelony w głowę przez kierowce Genovese – Vincenta ‘the Chin’ Gigante. Zanim Gigante oddał strzał, wykrzyknął do Franka: „To dla ciebie Frank!”. Słysząc to, Costello odchylił głowę i kula obtarła jego skórę i drasnęła ucho. Po nieudanej próbie zamachu Gigante ukrywał się i próbował stracić na wadze (ważył ponad 130 kg), aby nie pasować do rysopisu sporządzonego na jego liście gończym. Powrócił jednak do Nowego Jorku (odchudzony) i oddał się w ręce policji, pojawił się na rozprawie sądowej, mając nadzieję, że Costello zastosuje się do włoskiej zasady milczenia – Omerty. Frank Costello zachował się jak na rasowego gangstera – nie rozpoznał zamachowca w osobie Vincenta Gigante, stwierdził, że nie widział wcześniej oskarżonego. W tym samym roku Vito Genovese doprowadził do zabójstwa Alberta Anastasii (co było na rękę Meyerowi Lansky’emu). Costello postanowił wycofać się z działalności przestępczej – doszło do zawarcia pokoju między Genovese a Costello. Warunkiem tego pokoju było przejęcie rodziny przez Genovese w zamian za co Costello utrzymał swoje imperium hazardowe w Luizjanie i Las Vegas. W ten sposób największa mafijna rodzina w Ameryce zmieniła nazwę z Luciano na Genovese.

## Rewanż Costello
Po tym jak Costello postanowił odejść na emeryturę tj. porzucić przestępczą karierę po zabójstwie Alberta Anastasii, Vito Genovese stopniowo przejmował stery rodziny Luciano. Jednakże starzy kumple z czasów prohibicji Luciano, Costello i Lansky oraz Carlo Gambino nie zapomnieli o swojej przyjaźni. Postanowili wrobić Genovese w aferę narkotykową. W wyniku ich spisku (przekupili handlarza narkotyków) sąd w 1959 roku skazał go na 15 lat więzienia (zmarł w 1969 roku nie odzyskawszy wolności). W tym samym procesie prawa ręka Genovese – Carmine Galante został skazany na 20 lat (ułaskawiony w 1974 roku, zamordowany w 1979 roku).

## Śmierć
Costello zmarł na atak serca w szpitalu na Manhattanie 18 lutego 1973 roku.

## Media i kultura
- Postać Franka Costello pojawia się w wielu filmach o mafii, m.in.:
  - Mobsters Michaela Karbelnikoffa z 1991 roku,
  - Bugsy Barry’ego Levinsona z 1991 roku,
  - Gangster Wars(inne języki) Richarda Sarafiana z 1981 roku,
  - The Alto Knights Barry’ego Levinsona z 2025 roku.